# アレクサンドル・トレポフ
アレクサンドル・フョードロヴィッチ・トレポフ（Алекса́ндр Фёдорович Тре́пов、Aleksandr Fyodorovich Trepov、1862年9月30日 - 1928年11月10日）は、帝政ロシアの大臣会議議長（首相）。

## 来歴

### 閣僚
1862年に、当時はロシア帝国領であったキエフで生まれる。父のフョードル・トレポフは1月蜂起の鎮圧に参加し、後にサンクトペテルブルク市長となった。また、兄のドミトリー・トレポフは血の日曜日事件の際にデモ隊の弾圧を指揮し、民衆から憎悪されていた。
トレポフは官吏養成学校パージ・コープスを卒業後、1889年に内務省に入省し、1899年に国家評議会議長補佐に任命される。1906年に国家評議会議員に選出され、議院内閣制を研究するため西欧に派遣される。1914年には再び国家評議会議員に復帰した。1915年11月12日に運輸大臣に就任。東部戦線におけるムルマンスクへの輸送手段を改善するためキーロフ鉄道を敷設した。トレポフはグリゴリー・ラスプーチンの批判者だったため、トレポフの運輸相就任を聞いたラスプーチンは落胆したという。

### 首相

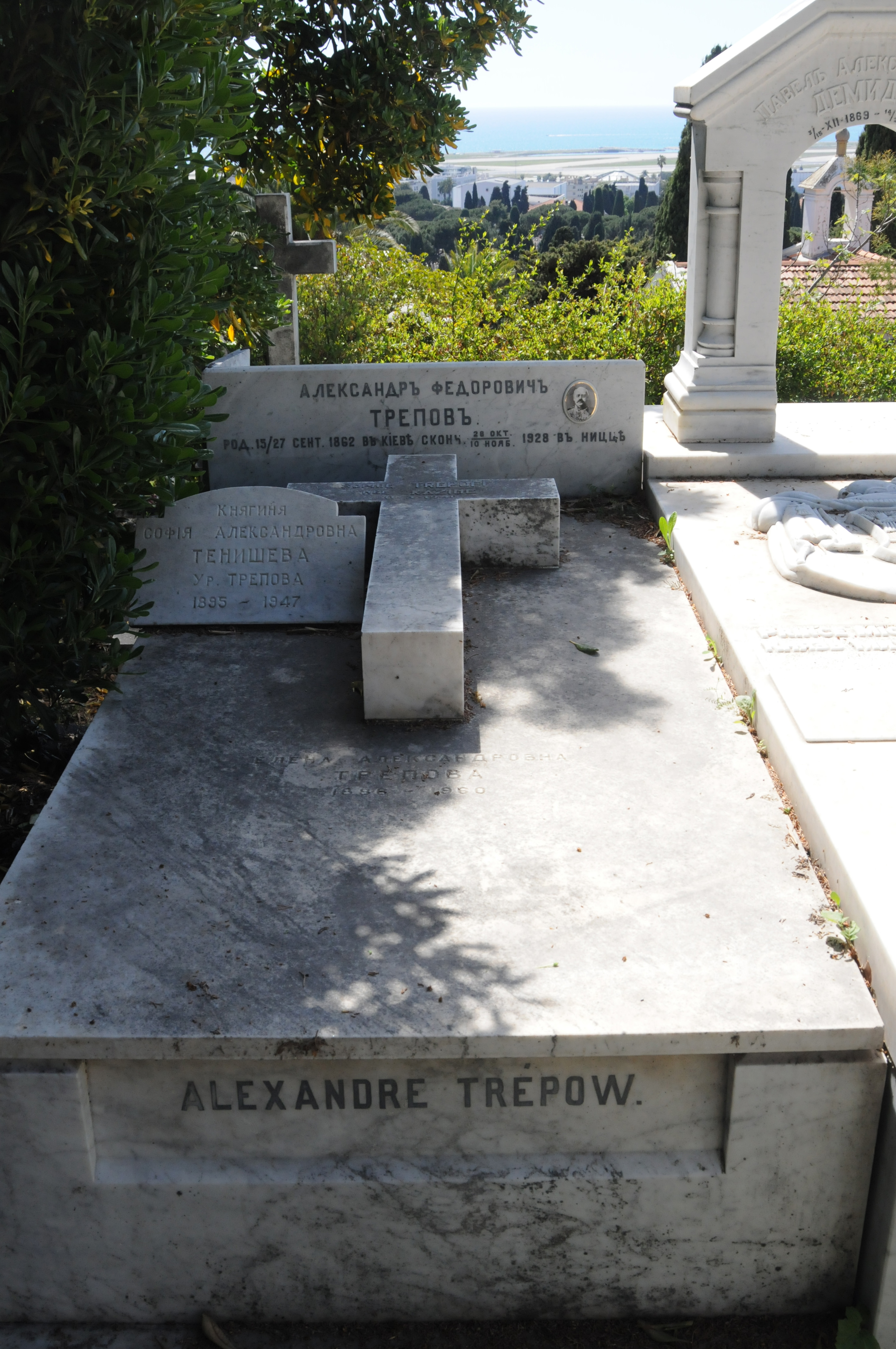
トレポフの墓

1916年11月10日には運輸相在任のまま大臣会議議長に内定するが、アレクサンドラ皇后とラスプーチンが推薦するアレクサンドル・プロトポポフの内務大臣への任命を拒否し、プロトポポフに内相就任を辞退するように求めたが、これは拒まれた。トレポフは「プロトポポフの内相就任辞退が首相に就任する必須条件」とし、これに対しニコライ2世は要求を受け入れ、11月23日にトレポフを首相に任命した。一方、アレクサンドラはトレポフを嫌い、プロトポポフが内相に就任出来るように夫に働きかけた。これに対し、トレポフは11月27日にスタフカに赴きニコライ2世に謁見し首相辞任を示唆して牽制したが、ニコライ2世は最終的にプロトポポフを12月7日に内相に任命した。
トレポフは、プロトポポフを内相に推薦したラスプーチンを買収しようと試みたが失敗している。義理の兄A・A・モゾロフの協力を得て、ラスプーチンに「政治から手を引くならば大金と屋敷、護衛を贈る」と持ちかけたが、アレクサンドラに察知され、12月13日に買収を批判する手紙を送られてしまう。この間、ドイツ帝国首相テオバルト・フォン・ベートマン・ホルヴェークからの和平交渉の申し出を拒否する旨をドゥーマで表明した。12月16日から27日（グレゴリウス暦12月29日から1917年1月9日）にかけてドゥーマがクリスマスのため開会されるが、27日の閉会日に首相を解任され、ニコライ・ゴリツィンが後任の首相に就任した。十月革命勃発後にヘルシンキを経由してフランスへ亡命し、ニースで死去した。